# Fotometri
Fotometri är vetenskapen om mätning av ljus i termer av hur det mänskliga ögat upplever ljusstyrkan. Fotometri skiljer sig från radiometri som är vetenskapen om absolutmätning av ljusstrålningens energi. I fotometrin viktas ljuseffekten vid varje våglängd med en funktion (V-lambdakurvan) som modellerar ögats känslighet.

## Fotometriska storheter och deras SI-enheter
Följande tabell visar de vanligaste fotometriska storheterna, deras SI-enheter och motsvarande radiometriska storheter.
| Storhet    | SI-enhet                 | Förkortning    | Kommentar                                                                         | Motsvarande radiometrisk storhet             |
| ---------- | ------------------------ | -------------- | --------------------------------------------------------------------------------- | -------------------------------------------- |
| Ljusflöde  | lumen                    | lm             | Utsänd ljusstrålning per tidsenhet, vägd mot mänskligt seende                     | Strålningsflöde (watt)                       |
| Illuminans | lux                      | lx eller lm/m² | Ljusflöde per belyst ytenhet                                                      | Irradians (watt per kvadratmeter)            |
| Ljusstyrka | candela                  | cd eller lm/sr | Ljusflöde per rymdvinkelenhet. Den SI-enhet som def. av lux och lumen utgår ifrån | Strålningsintensitet (watt per steradian)    |
| Luminans   | candela per kvadratmeter | cd/m²          | Ljusflöde per rymdvinkelenhet per belyst ytenhet.                                 | Radians(watt per kvadratmeter och steradian) |